# Football Club Regar-TadAZ
O Football Club Regar-TadAZ é um clube de futebol do Tadjiquistão, da cidade de Tursunzoda. Suas cores são azul e branco.

## Títulos

### Internacionais
- Copa dos Presidentes da AFC: 2005, 2008 e 2009

### Nacionais
- Campeonato Tadjiquistanês: 7 vezes (2001, 2002, 2003, 2004, 2006, 2007 e 2008.
- Copa do Tadjiquistão: 3 vezes (2001, 2005 e 2006).